# Andreas Linke
Andreas Linke ist ein deutscher Film- und Fernseh-Regisseur.
Andreas Linke studierte von 1993 bis 1996 Theater-, Film- und Fernsehwissenschaften in Bochum und Köln, danach bis 2001 Regie an der Filmakademie Baden-Württemberg in Ludwigsburg. Seit 2012 unterrichtet er selbst im Fach Regie in Ludwigsburg.
Linke ist Mitglied im Bundesverband Regie (BVR).

## Filmografie (Auswahl)
- 2002: Die Rückkehr (Drehbuch)
- 2004: Experiment Bootcamp
- 2006: Tornado – Der Zorn des Himmels
- 2008: Mein Schüler, seine Mutter & ich
- 2010: Go West – Freiheit um jeden Preis
- 2012: Baron Münchhausen
- 2014: Die Toten vom Bodensee
- 2015: Die Toten vom Bodensee – Familiengeheimnis
- 2016: Die Toten vom Bodensee – Stille Wasser
- 2016: Marie Brand und die Schatten der Vergangenheit
- 2018: Marie Brand und das Verhängnis der Liebe
- 2023: Marie Brand und die falsche Wahrheit
- 2024: Der Kommissar und die Angst